# Thiết kế nội thất

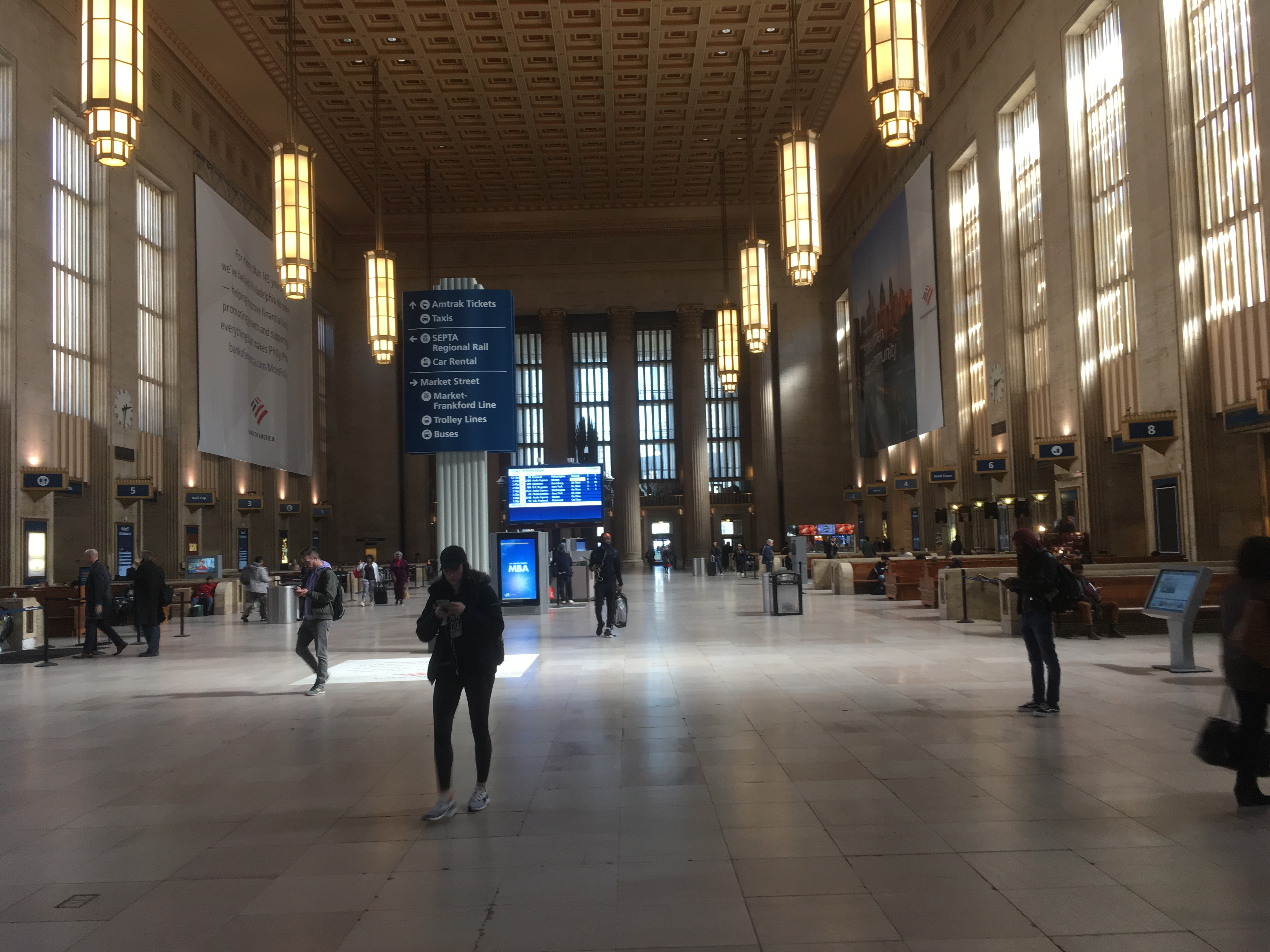
Nội thất theo phong cách art déco tại phòng chờ lớn thuộc Nhà ga 30th Street ở Philadelphia, Pennsylvania, Hoa Kỳ.

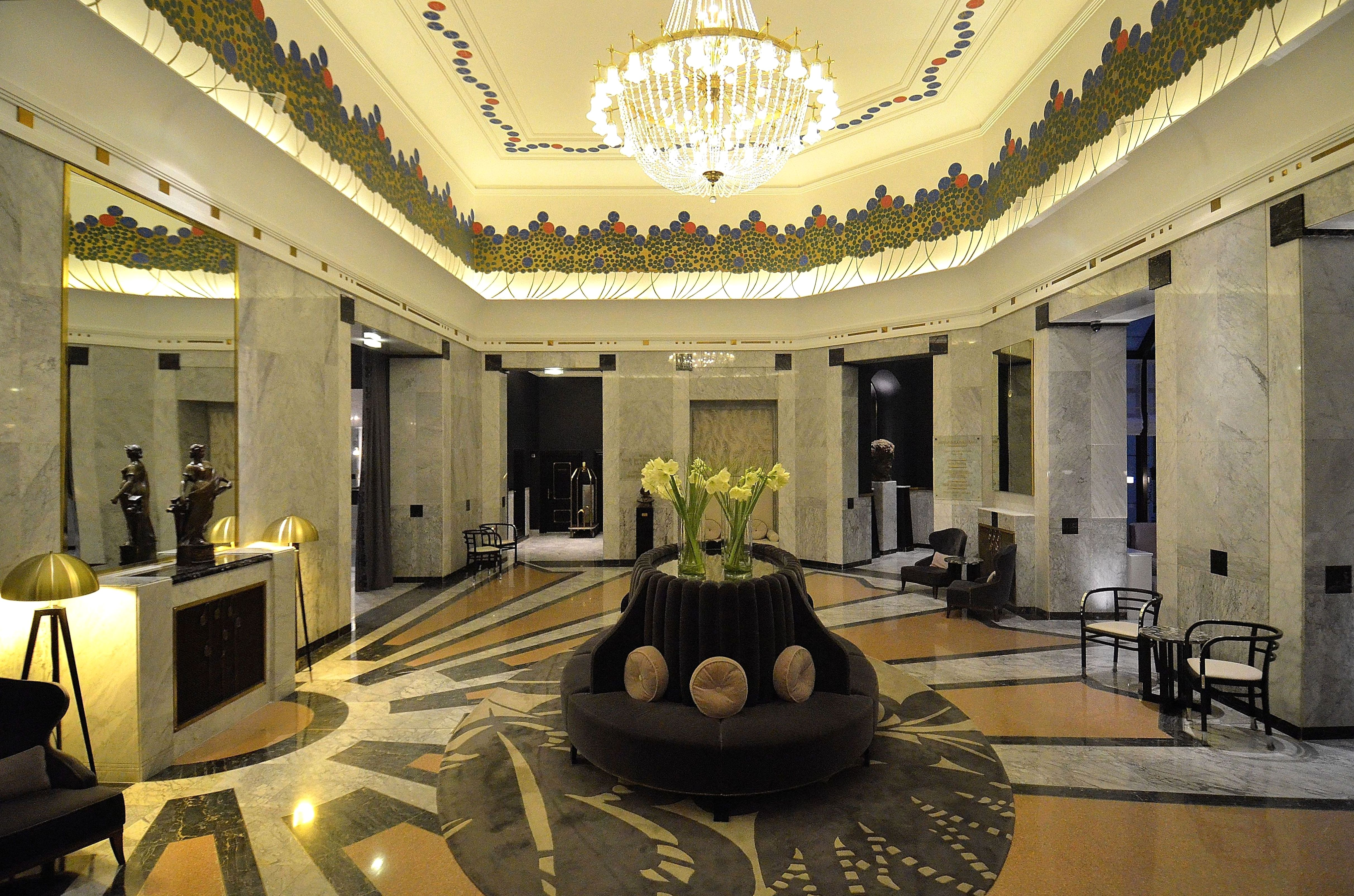
Phòng chờ của Khách sạn Bristol, Warsaw

Thiết kế nội thất là lĩnh vực nghệ thuật và khoa học nhằm cải thiện không gian nội thất của một tòa nhà để tạo ra một môi trường lành mạnh hơn và thẩm mỹ hơn cho những người sử dụng không gian đó.
Dựa vào con mắt tinh tường về chi tiết và khả năng sáng tạo, kiến trúc sư thiết kế nội thất sẽ lập kế hoạch, nghiên cứu, điều phối và quản lý các dự án cải tiến như vậy. Thiết kế nội thất là một nghề đa diện bao gồm phát triển ý tưởng, quy hoạch không gian, kiểm tra địa điểm, soạn thẩo kế hoạch, nghiên cứu, giao tiếp với các bên liên quan của dự án, quản lý xây dựng và thực hiện thiết kế.

## Các thuật ngữ về lịch sử và hiện tại

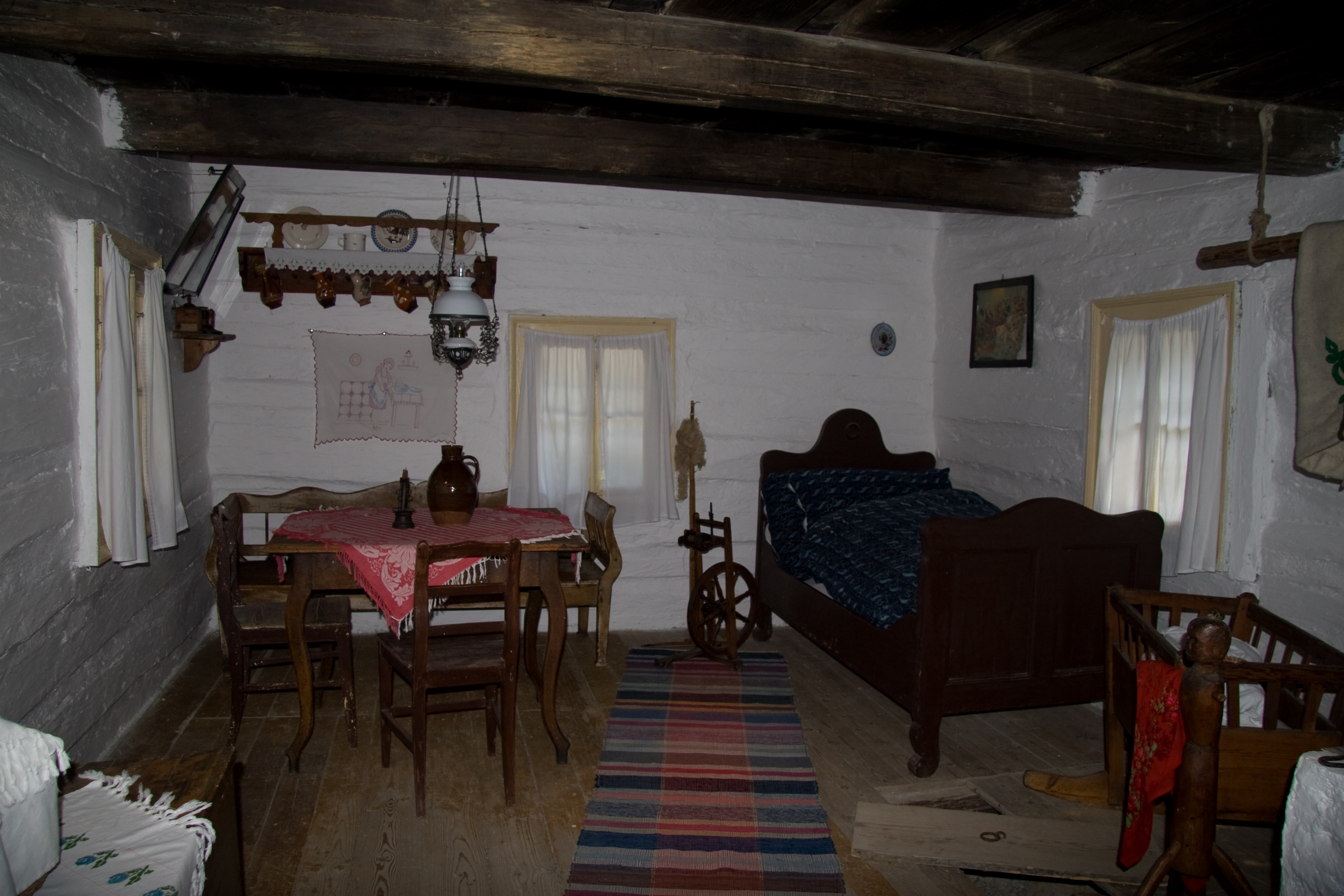
Nội thất điển hình của một căn nhà trong Khu bảo tồn Kiến trúc Dân gian ở Vlkolínec (Slovakia).

Trong quá khứ, nội thất được sắp xếp một cách bản năng như một phần của quá trình xây dựng. Ngành thiết kế nội thất đã phát triển như một kết quả của sự phát triển của xã hội và kiến trúc phức tạp đã phát triển từ quá trình công nghiệp hóa.
Nỗ lực sử dụng không gian hiệu quả và sự phát triển của ngành thiết kế nội thất hiện đại đã góp phần vào sự phát triển của ngành nghề này. Ngành thiết kế nội thất là một ngành nghề riêng biệt và khác biệt so với vai trò "nhà trang trí nội thất", thuật ngữ thường được sử dụng ở Hoa Kỳ; thuật ngữ này ít phổ biến hơn ở Vương quốc Anh, nơi ngành thiết kế nội thất vẫn chưa được quy định và do đó, nghiêm ngặt mà nói, chưa chính thức trở thành một ngành nghề.
Ở Ấn Độ cổ đại, các kiến trúc sư cũng đóng vai trò như nhà thiết kế nội thất. Điều này có thể thấy từ những tham chiếu đến Vishwakarma - một trong những vị thần trong thần thoại Ấn Độ. Trong những ngôi nhà Ấn Độ thế kỷ 17 được thiết kế bởi những kiến trúc sư này, những tác phẩm điêu khắc miêu tả văn kiện và sự kiện cổ xưa được đặt bên trong các cung điện, trong khi trong thời kỳ trung cổ, tranh tường cũng là một đặc điểm phổ biến của những biệt thự giống cung điện tại Ấn Độ, thường được biết đến với tên gọi havelis. Trong khi hầu hết các ngôi nhà truyền thống đã bị phá hủy để làm đường cho các tòa nhà hiện đại, vẫn còn khoảng 2000 haveli (một ngôi nhà phố, biệt thự).
Ở Ai Cập cổ đại, "các căn nhà linh hồn" (hoặc mô hình của những ngôi nhà) được đặt trong các mộ để đựng đồ ăn cúng. Từ đó, có thể nhìn thấy các chi tiết về thiết kế nội thất của các nhà ở khác nhau trong các triều đại Ai Cập khác nhau, chẳng hạn như các thay đổi về hệ thống thông gió, hành lang, cột, hiên, cửa sổ và cửa.

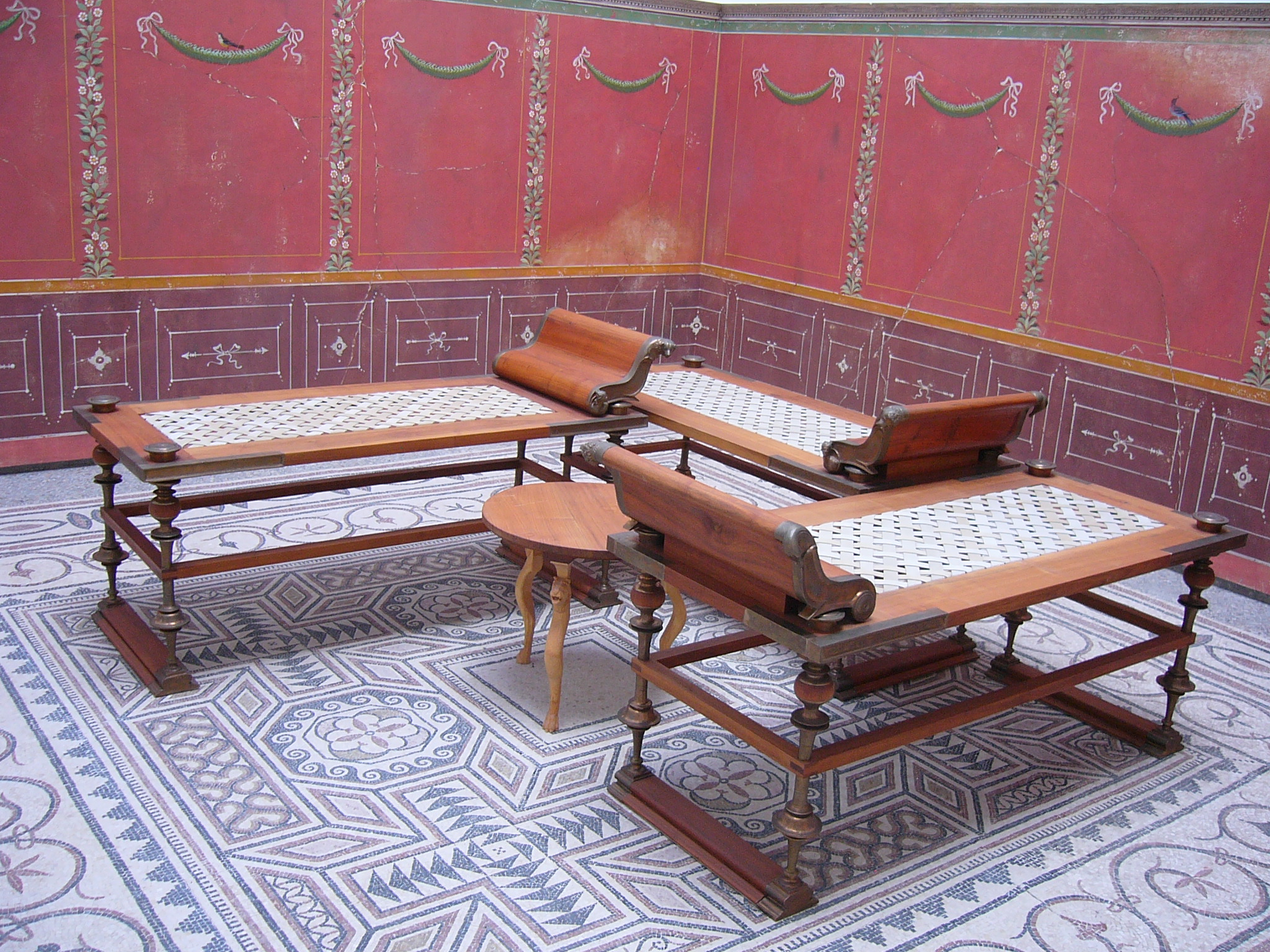
Phòng ăn được tái hiện lại theo phong cách La Mã, có ba chiếc ghế dài hoặc ghế nằm gọi là "klinai".

Việc sơn tường nội thất đã tồn tại ít nhất từ 5.000 năm trước, với những ví dụ được tìm thấy xa phía bắc như Ness of Brodgar, cũng như những nơi có mẫu nội thất, như được thấy ở khu định cư Skara Brae. Người Hy Lạp và sau đó là người La Mã đã thêm vào các sàn mosaic trang trí phối hợp, và các nội thất mẫu mực như trong nhà tắm La Mã cổ, các cửa hàng, văn phòng dân sự, castra (các pháo đài) và đền La Mã, trong những thiết kế trong thế kỷ một trước Công nguyên. Với các nghề thủ công chuyên môn đặc biệt để sản xuất trang trí nội thất và đồ nội thất theo công thức, trong các công trình được xây dựng theo các hình thức được xác định bởi các kiến trúc sư La Mã, như Vitruvius: De architectura, libri decem (Mười cuốn sách về Kiến trúc).
Trong suốt thế kỷ 17 và 18, cũng như đầu thế kỷ 19, trang trí nội thất là trách nhiệm của người nội trợ hoặc một người thợ đồ gỗ, thợ thủ công được thuê để tư vấn về phong cách nghệ thuật cho không gian nội thất. Kiến trúc sư cũng thuê các thợ thủ công hoặc nghệ nhân để hoàn thành thiết kế nội thất cho các công trình của họ.

### Công nghệ thiết kế và quản lý nội thất thương mại
Trong giai đoạn cuối của thế kỷ 19, dịch vụ thiết kế nội thất mở rộng mạnh mẽ khi tầng lớp trung lưu ở các nước công nghiệp đang phát triển trở nên đông đảo và giàu có, và họ bắt đầu khao khát những trang thiết bị nội thất trong gia đình để củng cố địa vị mới của mình. Các công ty nội thất lớn đã mở rộng sang lĩnh vực thiết kế nội thất và quản lý tổng thể, cung cấp đồ đạc nhà cửa đa dạng về phong cách. Mô hình kinh doanh này phát triển mạnh từ giữa thế kỷ đến năm 1914, khi vai trò này dần bị những nhà thiết kế độc lập, thường là nghiệp dư, chiếm đoạt. Điều này mở đường cho sự xuất hiện của ngành thiết kế nội thất chuyên nghiệp vào giữa thế kỷ 20.

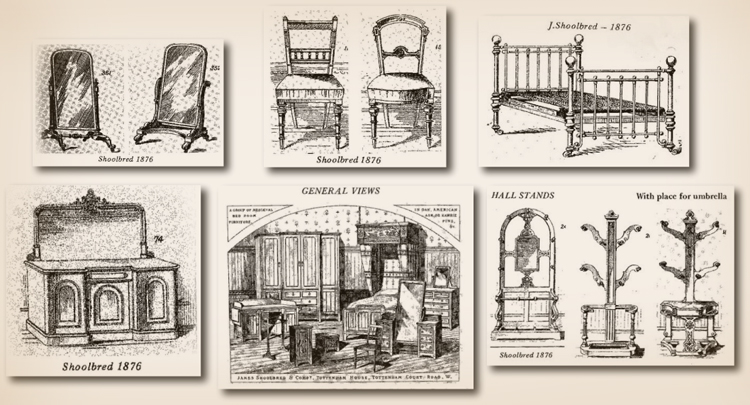
Sách mô tả minh họa về Công ty James Shoolbred, xuất bản năm 1876.

Vào những năm 1950 và 1960, những người trang trí nội thất bắt đầu mở rộng phạm vi kinh doanh của họ. Họ mở rộng quy mô kinh doanh và xem nó như một nghệ thuật, và bắt đầu quảng cáo sản phẩm nội thất của họ cho công chúng. Để đáp ứng nhu cầu ngày càng tăng về công việc trang trí nội thất dự án như văn phòng, khách sạn và tòa nhà công cộng, những công ty này đã trở nên lớn hơn và phức tạp hơn, tuyển dụng kiến trúc sư, thợ mộc, thợ trát, nhà thiết kế vải, nghệ sĩ và nhà thiết kế nội thất, cũng như kỹ sư và kỹ thuật viên để hoàn thành công việc. Các công ty cũng bắt đầu xuất bản và phân phối các danh mục với các bản in về các phong cách xa hoa khác nhau để thu hút sự chú ý của tầng lớp trung lưu đang mở rộng.
Khi số lượng và kích thước các cửa hàng tạp hóa tăng lên, không gian bán lẻ trong các cửa hàng được trang trí theo các phong cách khác nhau để làm mẫu cho khách hàng. Một công cụ quảng cáo đặc biệt hiệu quả là thiết lập các phòng mẫu tại các triển lãm quốc gia và quốc tế trong các phòng trưng bày để công chúng được xem. Một số công ty tiên phong trong lĩnh vực này là Waring & Gillow, James Shoolbred, Mintons và Holland & Sons. Những công ty sản xuất đồ nội thất chất lượng cao truyền thống này bắt đầu đóng vai trò quan trọng như các cố vấn cho các khách hàng tầng lớp trung lưu không chắc chắn về gu thẩm mỹ và phong cách, và bắt đầu ký kết hợp đồng để thiết kế và trang trí nội thất của nhiều tòa nhà quan trọng ở Anh.
Loại công ty này nổi lên ở Mỹ sau Nội chiến. Herter Brothers, do hai anh em di dân người Đức sáng lập, bắt đầu như một kho vải trang trí và trở thành một trong những công ty đầu tiên chuyên sản xuất đồ nội thất và trang trí nội thất. Với văn phòng thiết kế và các phòng làm việc chế tác gỗ và làm đồ nội thất riêng, Herter Brothers đã sẵn sàng thực hiện mọi khía cạnh của trang trí nội thất bao gồm việc lắp đặt tấm vách và lò sưởi, trang trí tường và trần, sàn mẫu hoa văn và thảm và rèm cửa.

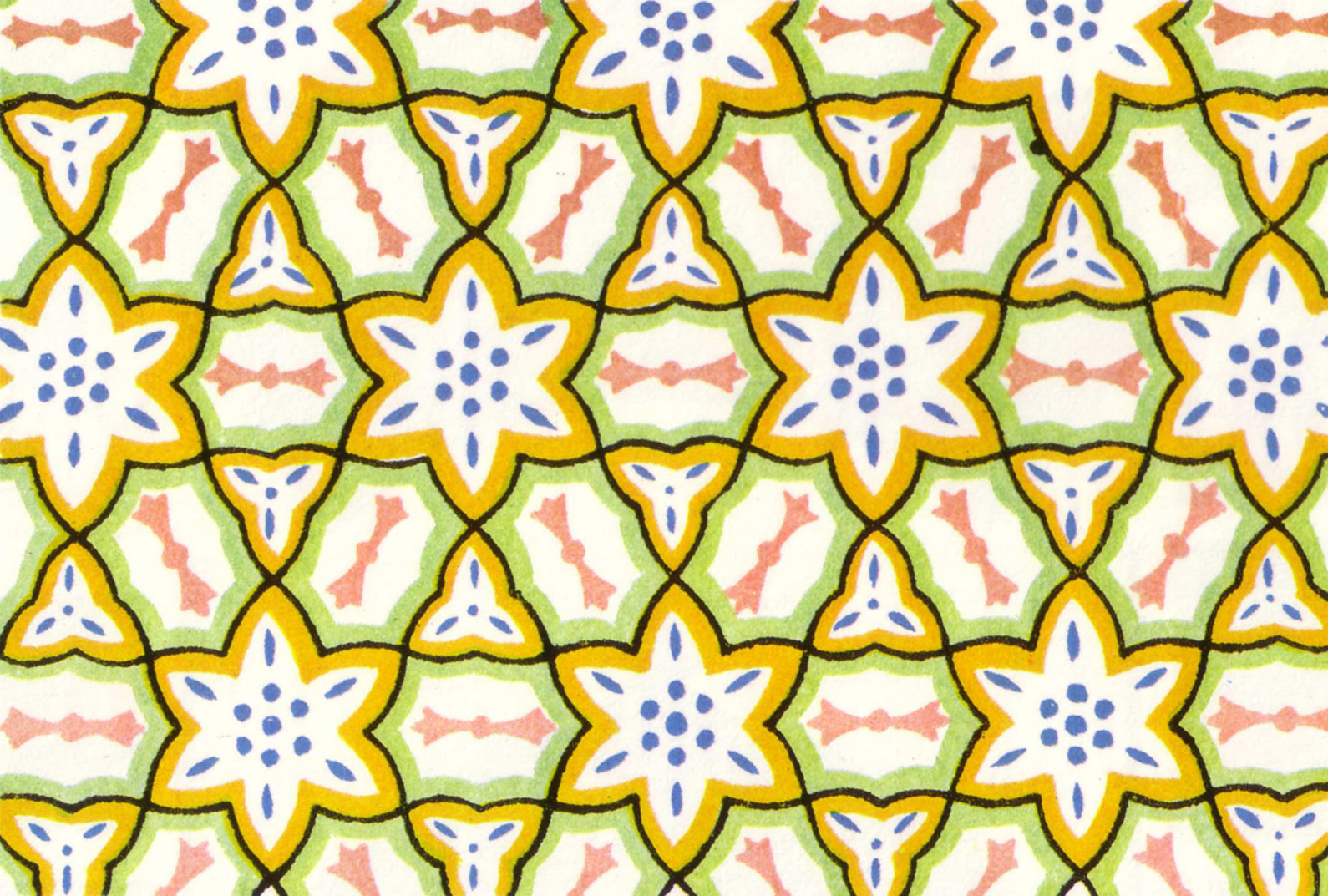
Minh họa từ cuốn The Grammar of Ornament (1856), của nhà thiết kế nội thất Owen Jones.

Một nhân vật quan trọng trong việc phổ biến các lý thuyết về thiết kế nội thất cho tầng lớp trung lưu là kiến trúc sư Owen Jones, một trong những nhà lý thuyết thiết kế ảnh hưởng nhất của thế kỷ 19. Jones' dự án đầu tiên của ông là quan trọng nhất - vào năm 1851, ông chịu trách nhiệm không chỉ cho việc trang trí của Joseph Paxton quảng trường khổng lồ Crystal Palace cho Triển lãm Văn hóa và Công nghiệp, mà còn là sắp đặt các trưng bày bên trong. Ông đã lựa chọn một màu sắc gây tranh cãi với các gam màu đỏ, vàng và xanh lam cho các sản phẩm sắt và thép bên trong, và mặc dù ban đầu nhận được sự phản đối của báo chí, cuối cùng được Nữ hoàng Victoria ra mắt với nhiều lời khen ngợi. Cuốn sách quan trọng nhất của ông là The Grammar of Ornament (1856), trong đó Jones đưa ra 37 nguyên tắc chính về thiết kế và trang trí nội thất.
Jones được thuê làm việc bởi một số công ty thiết kế nội thất hàng đầu trong thời đại; vào những năm 1860, ông làm việc phối hợp với công ty Jackson & Graham ở London để sản xuất đồ nội thất và các trang thiết bị khác cho các khách hàng nổi tiếng bao gồm nhà sưu tập nghệ thuật Alfred Morrison cũng như Ismail Pasha, Khedive của Ai Cập.
Năm 1882, Kelly's Directory của London Post Office liệt kê 80 nhà trang trí nội thất. Một số công ty nổi tiếng nhất trong giai đoạn này là Crace, Waring & Gillowm và Holland & Sons; các nhà trang trí nổi tiếng làm việc cho những công ty này bao gồm Thomas Edward Collcutt, Edward William Godwin, Charles Barry, Gottfried Semper và George Edmund Street.

### Chuyển tiếp đến thiết kế nội thất chuyên nghiệp

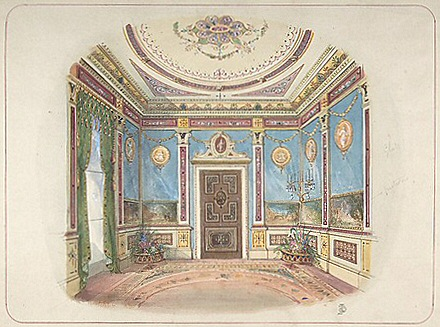
Nội thất này được thiết kế bởi John Dibblee Crace, Chủ tịch Viện Trang trí nội thất Anh Quốc, thành lập vào năm 1899.

Vào cuối thế kỷ 20, các tư vấn viên không chuyên và các ấn phẩm ngày càng thách thức sự độc quyền mà các công ty bán lẻ lớn có đối với thiết kế nội thất. Tác giả nữ người Anh Mary Haweis, một nhà nữ quyền, đã viết một loạt các bài luận đọc rộng rãi trong những năm 1880, trong đó cô châm biếm sự háo hức của những người tầng lớp trung thức khao khát trang bị nhà cửa của mình theo những mô hình cứng nhắc được cung cấp bởi các nhà bán lẻ. Cô ủng hộ việc áp dụng cá nhân hóa một phong cách cụ thể, phù hợp với nhu cầu và sở thích riêng của khách hàng:
"One of my strongest convictions, and one of the first canons of good taste, is that our houses, like the fish's shell and the bird's nest, ought to represent our individual taste and habits.
Sự phát triển của trang trí như một nghề nghệ thuật riêng biệt, không liên quan đến các nhà sản xuất và nhà bán lẻ, đã nhận được động lực từ việc thành lập Viện Trang trí Anh vào năm 1899; với John Dibblee Crace làm chủ tịch, viện đại diện cho gần 200 nhà trang trí trên khắp đất nước. Vào năm 1915, Sách hướng dẫn Luân Đôn liệt kê 127 cá nhân hoạt động như nhà trang trí nội thất, trong đó có 10 phụ nữ. Rhoda và Agnes Garrett là hai phụ nữ đầu tiên được đào tạo chuyên nghiệp như những nhà trang trí nội thất gia đình vào năm 1874. Tầm quan trọng của công việc của họ trong lĩnh vực thiết kế được coi như ngang tầm với công việc của William Morris. Năm 1876, công trình của họ - Gợi ý về Trang trí Nhà cửa trong Sơn, Công trình gỗ và Đồ nội thất - truyền bá ý tưởng về thiết kế nội thất nghệ thuật đến một đại chúng tầng lớp trung thức rộng lớn.
Đến năm 1900, tình hình được mô tả trong The Illustrated Carpenter and Builder:
"Until recently when a man wanted to furnish he would visit all the dealers and select piece by piece of furniture ....Today he sends for a dealer in art furnishings and fittings who surveys all the rooms in the house and he brings his artistic mind to bear on the subject."
Ở Mỹ, Candace Wheeler là một trong những nhà thiết kế nội thất đầu tiên và đã góp phần khuyến khích một phong cách thiết kế Mỹ mới. Bà đóng vai trò quan trọng trong việc phát triển các khóa học nghệ thuật dành cho phụ nữ tại một số thành phố lớn của Mỹ và được coi là một chuyên gia quốc gia về thiết kế nhà cửa. Một ảnh hưởng quan trọng đối với nghề nghiệp mới này là cuốn sách The Decoration of Houses, một hướng dẫn về thiết kế nội thất được viết bởi Edith Wharton cùng với kiến trúc sư Ogden Codman vào năm 1897 tại Mỹ. Trong cuốn sách, hai tác giả lên án phong cách trang trí và thiết kế nội thất kiểu Victoria, đặc biệt là những căn phòng được trang trí bằng rèm cửa nặng, đồ trang trí kiểu Victoria và đồ nội thất đậm đà. Họ lập luận rằng những căn phòng như vậy nhấn mạnh việc trang trí nội thất mà thiếu đi việc lập kế hoạch không gian và thiết kế kiến trúc đúng mức, do đó không thoải mái và ít được sử dụng. Cuốn sách được coi là một tác phẩm đầy ảnh hưởng và thành công của nó đã dẫn đến sự xuất hiện của những nhà trang trí chuyên nghiệp làm việc theo cách được các tác giả khuyến nghị, đặc biệt là Elsie de Wolfe.

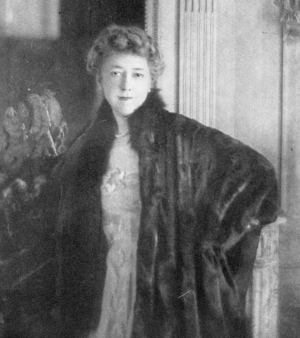
Elsie de Wolfe, được chụp từ cuốn sách The House in Good Taste, 1913.

Elsie De Wolfe là một trong những nhà thiết kế nội thất đầu tiên. Bà từ chối phong cách Victoria mà bà lớn lên với, và bà chọn một kiểu trang trí sôi động hơn, kết hợp với nội thất thoải mái hơn trong ngôi nhà. Thiết kế của bà mang tính nhẹ nhàng, với màu sắc tươi mới và đồ nội thất Chinoiserie tinh tế, khác với sự ưa thích của thời Victoria với rèm cửa và đồ nội thất màu đỏ nặng nề, gỗ sẫm và giấy dán tường với họa tiết đậm đà; Thiết kế của bà cũng mang tính thực tiễn hơn; bà loại bỏ sự lộn xộn trong ngôi nhà kiểu Victoria, tạo điều kiện cho người ta tiếp đãi nhiều khách một cách thoải mái hơn. Vào năm 1905, de Wolfe được giao phó trang trí nội thất cho Colony Club trên đại lộ Madison; thiết kế nội thất này giúp bà được công nhận gần như ngay lập tức. Bà đã tổng hợp ý tưởng của mình vào cuốn sách nổi tiếng được nhiều người đọc, The House in Good Taste, xuất bản năm 1913.
Ở Anh, Syrie Maugham trở thành một nhà thiết kế nội thất huyền thoại được ghi nhận là người thiết kế phòng đầu tiên hoàn toàn màu trắng. Bắt đầu sự nghiệp vào đầu những năm 1910, danh tiếng quốc tế của bà nhanh chóng tăng lên; sau đó bà mở rộng kinh doanh sang New York và Chicago. Sinh ra trong thời kỳ Thời đại Victoria, thời kỳ được đặc trưng bởi màu sắc tối và không gian nhỏ, bà thiết kế các phòng tràn đầy ánh sáng và được trang trí bằng nhiều sắc trắng khác nhau cùng màn che gương. Ngoài màn che gương, những món đồ mang thương hiệu của bà bao gồm: sách được bọc bằng da trắng, bộ dao với cán làm từ sứ trắng, bàn gỗ với chân làm từ thạch cao hình cánh dương, vỏ sò hoặc cá heo, giường trượt được trang bị bọc và viền từ lông thú, thảm lông thú, ghế ăn được bọc bằng da trắng và đèn có cấu trúc bằng cầu thủy tinh liền mạch và vòng hoa.

### Sự bành trướng
au Chiến tranh Thế giới II, nghề thiết kế nội thất trở nên nổi bật hơn. Từ những năm 1950 trở đi, chi tiêu cho nhà cửa tăng lên. Các khóa học thiết kế nội thất được thành lập, yêu cầu xuất bản sách giáo khoa và tài liệu tham khảo. Các cuốn sách lịch sử về các nhà thiết kế nội thất và các công ty riêng biệt khác với các chuyên gia nghệ thuật trang trí đã được công bố. Các tổ chức để quản lý giáo dục, trình độ, tiêu chuẩn và thực hành, v.v. đã được thành lập cho nghề này.
Trước đây, thiết kế nội thất thường được coi là đóng một vai trò phụ thuộc vào kiến trúc. Nó cũng có nhiều liên kết với các ngành thiết kế khác, bao gồm công việc của các kiến trúc sư, nhà thiết kế công nghiệp, kỹ sư, nhà thầu, thợ thủ công, v.v. Vì những lý do này, việc quy định và chứng chỉ tiêu chuẩn thiết kế nội thất thường được tích hợp vào các tổ chức nghề nghiệp khác liên quan đến thiết kế. Các tổ chức như Hội kiến trúc sư đăng ký, thành lập tại Vương quốc Anh năm 1986, và Viện Thiết kế Mỹ, được thành lập vào năm 1938, quản lý các lĩnh vực thiết kế khác nhau.
Cho đến sau này, đại diện cụ thể cho nghề thiết kế nội thất mới được phát triển. Hiệp hội Nội thất Quốc gia Hoa Kỳ được thành lập vào năm 1957, trong khi ở Vương quốc Anh, Hiệp hội Trang trí nội thất và Thiết kế được thành lập vào năm 1966. Ở châu Âu, các tổ chức khác như Hiệp hội Kiến trúc sư Nội thất Phần Lan (1949) đang được thành lập và vào năm 1994 Hiệp hội Thiết kế Nội thất Quốc tế được thành lập.
Ellen Mazur Thomson, tác giả cuốn Origins of Graphic Design in America (1997), xác định rằng đạt được địa vị chuyên nghiệp được thực hiện thông qua giáo dục, tiêu chuẩn tự áp dụng và các tổ chức kiểm soát chuyên nghiệp. Sau khi đạt được điều này, thiết kế nội thất đã trở thành một nghề được chấp nhận.

## Nhà trang trí và nhà thiết kế nội thất

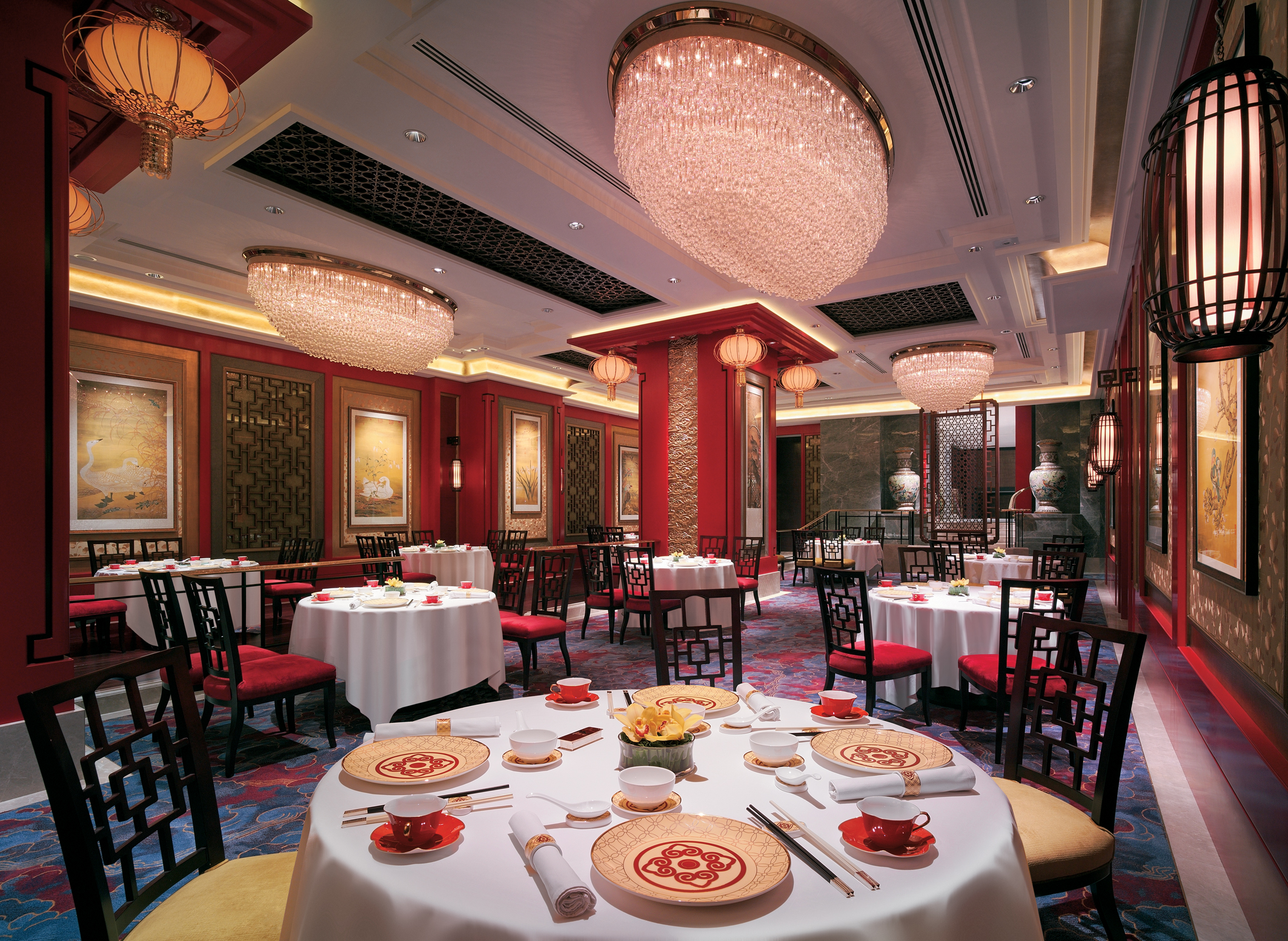
Interior design in a restaurant

Thiết kế nội thất là nghệ thuật và khoa học của việc hiểu hành vi của con người để tạo ra không gian chức năng, vừa đẹp mắt mỹ thuật trong một tòa nhà. Trang trí là việc trang bị hoặc trang hoàng không gian bằng các yếu tố trang trí, đôi khi được kết hợp với lời khuyên và hỗ trợ thực tế. Nói ngắn gọn, những người thiết kế nội thất có thể trang trí, nhưng những người trang trí không thiết kế.

### Nhà thiết kế nội thất
Nhà thiết kế nội thất ám chỉ rằng có sự nhấn mạnh hơn vào kế hoạch, thiết kế chức năng và sử dụng không gian hiệu quả, so với việc trang trí nội thất. Một nhà thiết kế nội thất trong thiết kế tinh vi có thể thực hiện các dự án bao gồm việc sắp xếp bố cục cơ bản của không gian trong một tòa nhà cũng như các dự án yêu cầu hiểu biết về các vấn đề kỹ thuật như vị trí cửa sổ, cửa ra vào, âm thanh và chiếu sáng. Mặc dù nhà thiết kế nội thất có thể tạo ra bố cục của một không gian, họ không thể thay đổi các bức tường chịu tải mà không có thiết kế của họ được đóng dấu để được phê duyệt bởi một kỹ sư kết cấu. Nhà thiết kế nội thất thường làm việc trực tiếp với kiến trúc sư, kỹ sư và nhà thầu.
Các nhà thiết kế nội thất phải có kỹ năng cao để tạo ra các môi trường nội thất có tính chức năng, an toàn và tuân thủ các quy định và yêu cầu về mã xây dựng và Đạo luật người khuyết tật Mỹ năm 1990 (ADA). Họ vượt xa việc lựa chọn bảng màu và nội thất và áp dụng kiến thức của mình vào việc phát triển tài liệu thiết kế, tải trọng sử dụng, quy định y tế và nguyên tắc thiết kế bền vững, cũng như quản lý và phối hợp các dịch vụ chuyên nghiệp bao gồm cơ điện, nước và chữa cháy - tất cả nhằm đảm bảo rằng mọi người có thể sống, học tập hoặc làm việc trong một môi trường an toàn mà cũng đẹp mắt.
Một người có thể mong muốn chuyên môn hóa và phát triển kiến thức kỹ thuật đặc thù cho một lĩnh vực hoặc loại thiết kế nội thất cụ thể, như thiết kế nội thất dân dụng, thiết kế thương mại, thiết kế dịch vụ lưu trú, thiết kế y tế, thiết kế phổ cập, thiết kế triển lãm, thiết kế nội thất và thương hiệu không gian. Thiết kế nội thất là một nghề sáng tạo, có tính chất mới mẻ, liên tục tiến hóa và thường gây hiểu nhầm cho công chúng. Nó không phải lúc nào cũng là một sự theo đuổi nghệ thuật và có thể dựa trên nghiên cứu từ nhiều lĩnh vực khác nhau để cung cấp một sự hiểu biết đào tạo tốt về cách môi trường ảnh hưởng đến con người.

### Màu sắc trong thiết kế nội thất
Màu sắc là một công cụ thiết kế mạnh mẽ trong trang trí, cũng như trong thiết kế nội thất, đó là nghệ thuật sắp xếp và phối hợp màu sắc cùng nhau để tạo ra một kế hoạch phong cách trên kiến trúc nội thất của không gian.
Đối với nhà thiết kế nội thất, việc tích lũy kinh nghiệm sâu về màu sắc, hiểu rõ tác động tâm lý của chúng và hiểu ý nghĩa của từng màu sắc trong các địa điểm và tình huống khác nhau là rất quan trọng để tạo ra các sự kết hợp phù hợp cho mỗi không gian.
Kết hợp màu sắc với nhau có thể tạo ra trạng thái tâm trí như được quan sát bởi người nhìn, và cuối cùng có thể tạo ra tác động tích cực hoặc tiêu cực đối với họ. Màu sắc có thể làm cho không gian trở nên êm dịu, vui vẻ, thoải mái, căng thẳng hoặc gây ấn tượng mạnh. Các sự kết hợp màu sắc có thể làm cho một căn phòng nhỏ trông lớn hơn hoặc nhỏ hơn. Vì vậy, đó là trách nhiệm của nhà thiết kế nội thất chọn những màu sắc phù hợp cho một không gian nhằm đạt được cách mà khách hàng muốn nhìn và cảm nhận trong không gian đó.

## Phân loại
Hiện nay, tùy theo cách phân loại thì có nhiều dạng thiết kế nội thất khác nhau. Thông thường, thiết kế nội thất được phân loại các dạng chính bao gồm:
- Thiết kế nội thất nhà ở
- Thiết kế nội thất căn hộ, chung cư
- Thiết kế nội thất quán cafe
- Thiết kế nội cửa hàng thời trang
- Thiết kế nội thất văn phòng
- Thiết kế nội thất cửa hàng bán lẻ
- Thiết kế nội thất chăm sóc sức khỏe
- Thiết kế nội thất khách sạn

Hoặc theo một cách phân loại tổng quát hơn thì thiết kế nội thất bao gồm: Thiết kế và bố trí không gian nội thất trong nhà, cách bố trí sắp xếp đồ đạc khoa học và hợp lý nhất

## Nhà thiết kế nội thất
Đa số các nhà thiết kế nội thất chuyên nghiệp đều có kỹ năng và trình độ chuyên môn. Họ có thể nghiên cứu về kiến trúc trong một thời gian hoặc được đào tạo về thiết kế 3D hoặc một môn học liên quan. Nhà thiết kế cần biết cách xác định không gian và trình bày không gian một cách trực quan. Nhà thiết kế còn phải am hiểu về chất liệu và sản phẩm được dùng để tạo ra không gian, việc ết hợp màu sắc, độ sáng, chất liệu và các nhân tố khác, cuối cùng là cách tương tác để tạo không gian tương đồng. Ngoài ra, nhà thiết kế cần biết các yêu cầu cấu trúc trong các dự án, vấn đề sức khỏe, vấn đề an toàn, tiêu chuẩn xây dựng và các khía cạnh kỹ thuật khác.
Một số công việc mà nhà thiết kế nội thất thường làm bao gồm:
- Nghiên cứu và phân tích yêu cầu và mục đích của khách hàng
- Phác thảo không gian mẫu 2D, 3D
- Chọn màu sắc, chất liệu
- Chọn và chỉ định đồ đạc, thiết bị và đồ gỗ
- Xác nhận các kế hoạch không gian đạt tiêu chuẩn về an toàn sức khỏe, an toàn xây dựng, môi trường và có tính bền vững.
- Chuẩn bị ngân sách và kế hoạch dự án
- Chuẩn bị tài liệu thiết kế bao gồm các kế hoạch, đánh giá, các đặc tả và công việc chi tiết.
- Phối hợp và cộng tác với các chuyên gia khác trong lĩnh vực thiết kế, bao gồm kiến trúc sư, thợ điện, thợ cơ khí và các nhà tư vấn chuyên môn
- Giám sát việc thực hiện dự án

## Giáo dục

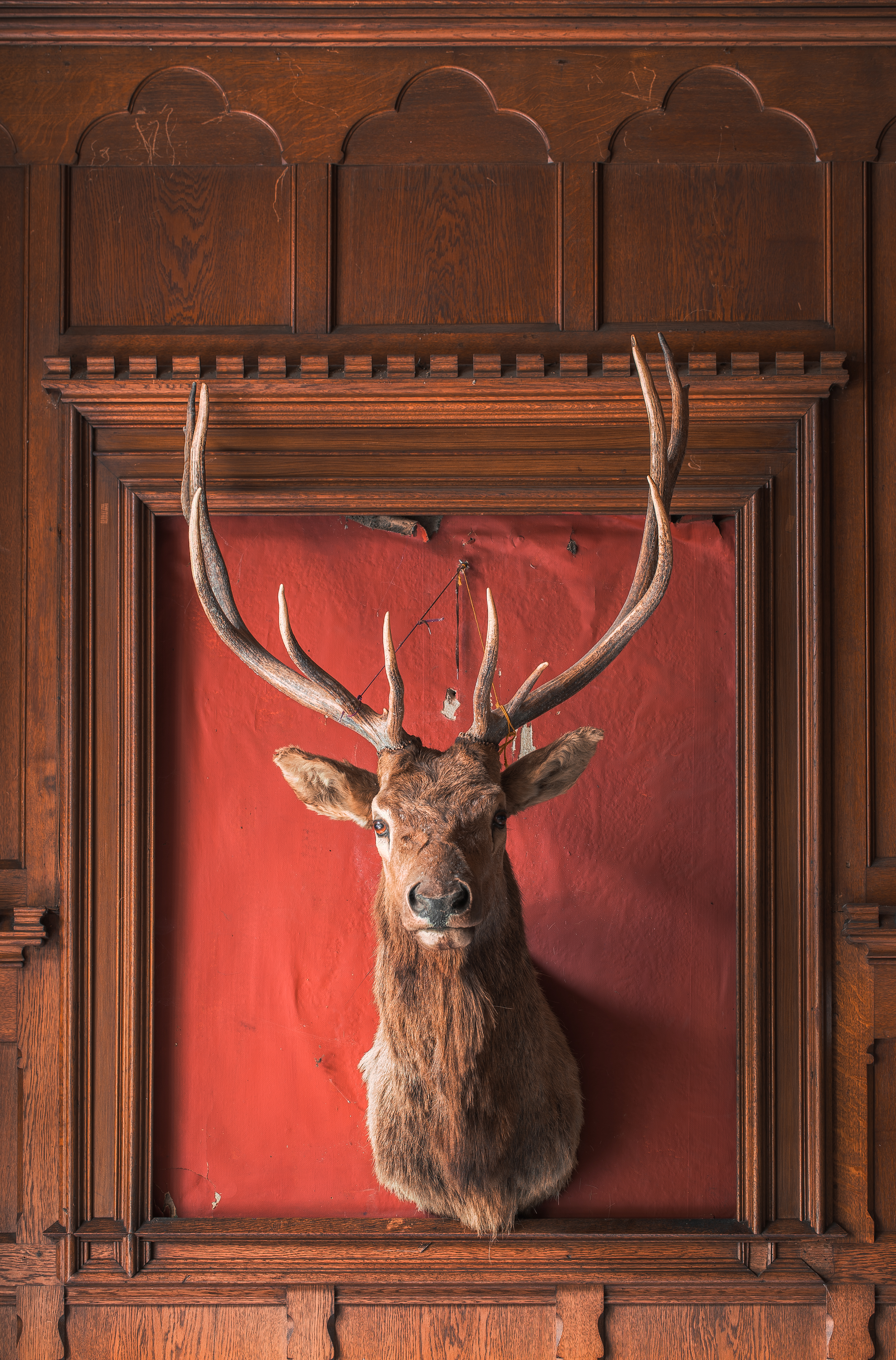
Một thiết kế nội thất

Có nhiều con đường khác nhau để trở thành một nhà thiết kế nội thất chuyên nghiệp. Tất cả các con đường này đều liên quan đến việc được đào tạo. Làm việc với một nhà thiết kế chuyên nghiệp thành công là một phương pháp đào tạo không chính thức và trước đây đã là phương pháp giáo dục phổ biến nhất. Tuy nhiên, ở nhiều tiểu bang, chỉ qua con đường này không đủ để có được giấy phép làm nhà thiết kế nội thất chuyên nghiệp. Đào tạo thông qua một tổ chức như một trường đại học, trường nghệ thuật hoặc trường thiết kế là một con đường chính thức hơn để thực hành chuyên nghiệp.
Ở nhiều quốc gia, hiện nay có sẵn nhiều chương trình đại học, bao gồm cả kiến trúc nội thất, kéo dài ba hoặc bốn năm để hoàn thành.
Một chương trình đào tạo hình thức chính thức, đặc biệt là một chương trình được công nhận hoặc được phát triển với một tổ chức chuyên nghiệp của các nhà thiết kế nội thất, có thể cung cấp đào tạo đáp ứng một tiêu chuẩn tối thiểu về xuất sắc và do đó mang lại cho sinh viên một bài học có chất lượng cao. Cũng có các chương trình sau đại học và tiến sĩ dành cho những người muốn có thêm đào tạo về chuyên ngành thiết kế cụ thể (ví dụ như thiết kế cho người già hay chăm sóc sức khỏe) hoặc những người muốn dạy môn nghệ thuật nội thất ở trình độ đại học.

## Một số nhà thiết kế nổi tiếng
- Sybil Colefax
- Dorothy Draper
- Pierre François Léonard Fontaine
- Syrie Maugham
- Elsie de Wolfe
- Arthur Stannard Vernay